# Oostelijke zaksikkelmot
De oostelijke zaksikkelmot (Pseudatemelia latipennella) is een vlinder uit de familie zaksikkelmotten (Lypusidae). De wetenschappelijke naam is voor het eerst geldig gepubliceerd in 1959 door Jackh.
De soort komt voor in Europa.